# Laura Verdonschot
Laura Verdonschot (* 4. Dezember 1996) ist eine belgische Radrennfahrerin, die hauptsächlich im Cyclocross-Sport aktiv ist.

## Sportliche Laufbahn
Die Karriere von Laura Verdonschot begann verheißungsvoll, nachdem sie in den Saisons 2015/16 bis 2018/19 zweimal Belgische U-23-Meisterin wurde, bei der Europameisterschaft 2017 in der U23 zeitgleich mit der Siegerin Chiara Teocchi Zweite wurde und mit dem Vestingcross sowie dem Cyclocross Rucphen zwei international anerkannte Crossrennen in der Elite-Klasse gewann.
In den Folgejahren stand sie allerdings national stets im Schatten ihrer Landsfrau Sanne Cant und konnte international nicht in die von Niederländerinnen majorisierte Weltspitze aufsteigen.
In der Saison 2023/24 zeigte sie, nachdem sie wieder bei den Belgischen Meisterschaften von Cant um 2 sec geschlagen wurde, eine deutlich aufsteigende Form: Nach ihrem 5. Platz bei der Weltmeisterschaft in Tabor (hinter den vier die Saison wie auch die UCI-Weltrangliste dominierenden Niederländerinnen Alvarado, Brand, Pieterse und van Empel) erzielte sie in ihren sechs letzten Rennen fünf Podiumsplätze, darunter den Sieg in Maldegem.

## Erfolge (Cyclocross)
2015/16
- Belgische U-23-Meisterin

2016/17
- Belgische U-23-Meisterin
- Internationale Cyclocross Rucphen

2017/18
- U23-Europameisterschaft
- Vestingcross Hulst

2018/19
- Toi Toi Cup Uničov
- Radcross Illnau

2019/20
- Cyclo-cross de Boulzicourt Ardennes
- Zilvermeercross Mol

2022/23
- Ciclocross Internacional Xaxancx
- Ciclocross Internacional Lago de As Pontes
- Ciclocross Internacional Concello de Ribadumia

2023/24
- Ciclocross Internacional Xaxancx
- Ciclocross Internacional Lago de As Pontes
- Ciclocross Internacional Concello de Ribadumia
- Gran Premio Cidade De Pontevedra
- Trofeo Villa De Gijón
- Ciclocrosse de Melgaço
- Internationale Cyclocross Rucphen
- Parkcross Maldegem

## Privates
Laura Verdonschot ist mit der ehemaligen belgischen Straßenradrennfahrerin Kaat Hannes verheiratet.